# Верхній Тагіл
Верхній Тагі́л (рос. Верхний Тагил) — місто, центр Верхньотагільського міського округу Свердловської області.

## Географія
Місто розташоване на березі річки Тагіл вище за течією річки, ніж Нижній Тагіл. Відстань до міста Єкатеринбург — 82 км.

## Історія
Історія Верхнього Тагілу веде до 1712, коли за дорученням царя Петра I тульський майстровий і купець Микита Демидов почав на річці Тагіл ставити чавуно-ливарний і залізоробний завод. Умови праці і життя тагільчан були нелегкими, вони не відрізнялися від укладу життя на інших демидовських заводах. Але одне було непорушним правилом — уральський чавун і залізо були відмінної якості. У Верхньому Тагілі мужики виготовляли вози, сани, діжки, шапки, кожушки, та піми катали, а багато хто і золото добували в заплаві річки і в горах.
Заводське селище дедалі більше розширювався, до початку XX століття у Верхньому Тагілі налічувалося 4 900 жителів, дітей вчили в двох початкових училищах, хворі відвідували фельдшерську селищну лікарню. Прикрашали селище дві церкви, панський будинок на крутому правому березі. 29 травня 1956 року дала перший промисловий струм електростанція.

## Населення
Населення — 11843 особи (2010, 12571 у 2002).

## Промисловість
- Верхньотагільська ГРЕС — філія ВАТ «Інтер РАО — електрогенерації»
- Комбінат будівельних конструкцій (не функціонує)

## Пам'ятки
- Верхньотагільський муніципальний краєзнавчий музей;
- Православний Знаменський храм;
- Старообрядницька церква;
- Бібліотека ім. Ф. Павленкова;
- Центральна площа (меморіал);
- «Пішохідка» — міст довжиною близько 300 м, що з'єднує 2 береги Верхньотагільського ставка.